# Музеї Великої Ялти
На території Великої Ялти кілька музеїв, що мають міжнародне значення.

## У Ялті
| Назва                                                                    | Місцезнаходження                 | Короткий опис | Зображення |
| ------------------------------------------------------------------------ | -------------------------------- | --- | ---------- |
| Будинок-музей Чехова в Ялті                                              | Ялта, Аутка вул. Кірова, 122     | Музей Антона Павловича Чехова заснований в 1921 році сестрою письменника М. П. Чеховою. Нині будинок-музей відомий як ініціатор і організатор Міжнародних наукових конференцій «Чеховські читання в Ялті». |            |
| Будинок-музей М. З. Бірюкова                                             | Ялта, вул. Червоноармійська, 1-а | Музей розташований в будинку, де пройшли останні роки життя російського радянського письменника Миколи Зотовича Бірюкова, лауреата Державної премії СРСР, автора знаменитого роману «Чайка» та інших творів. Відкритий 15 листопада 1970 року. Організаторкою його була дружина письменника Ганна Іллівна. |            |
| Будинок-музей музичної культури імені композитора О. Спендіарова         | Ялта, вул. Катерининська, 3      | |            |
| Музей воскових фігур                                                     | Ялта, вул. К. Маркса, 17/7       | |            |
| Музей Лесі Українки                                                      | Ялта, вул. Катерининська, 8      | відкритий 10 вересня 1993 року. |            |
| Музей культури Ялти 19 — початку 20 століть                              | Ялта, вул. Катерининська, 8      | |            |
| Ялтинський історико-літературний музей                                   | Ялта, вул. Пушкінська, 5а        | Музей створений у 1892 році, як ялтинське відділення Кримсько-Кавказького клубу. З 1918 року самостійна установа. Складається із кількох музейних відділів і експозицій. Колекція нараховує понад 135 тисяч експонатів. |            |
| Літературно-меморіальний музей К. Треньова і П. Павленка                 | Ялта, вул. Павленка, 10          | Музей відкрився в листопаді 1958 року в будинку, який був своєрідною творчою лабораторією двох радянських письменників — К. А. Треньова і П. А. Павленко. Будинок побудований у 1937–1939 роках за проектом і під наглядом сина письменника В. К. Треньова, архітектора і письменника — автора повістей і оповідань з історії морського флоту.                                                                              |            |
| Музей кобзарства Криму та Кубані                                         | Ялта, вул. Севастопольська, 2.   | Музей при Кримському державному гуманітарному інституті. Творцем музею та його завідувачем був відмінник народної освіти Української РСР, заслужений працівник культури України Нирко Олексій Федорович. Збір експонатів до музею було розпочато 1964 року. В основне їх число входять давні бандури кустарного виготовлення, а також найрізноманітніші документи та матеріали, причетні до кобзарства в Криму і на Кубані. |            |
| Музей бойової слави при Ялтинському центрі дитячої та юнацької творчості | Ялта, вул. Чехова, 11            | Відкритий у 1985 році |            |
| Музей історії НДУ «Магарач»                                              | Ялта, вул. Кірова, 25            | Відкритий у 1965 році |            |
| Музей Ялтинського морського торгового порту                              | Ялта, вул. Рузвельта, 5          | Музей відкритий до 40-річчя Перемоги — у травні 1985 року. Розташований у двох залах будівлі виробничих майстерень порту. |            |

## На території Великої Ялти
| Назва                                                                        | Місцезнаходження                  | Короткий опис | Зображення |
| ---------------------------------------------------------------------------- | --------------------------------- | --- | ---------- |
| Воронцовський палац                                                          | Алупка, Палацове шосе, 10         | Музей відкрився взимку 1921 року в парадних залах палацу — унікальної пам'ятки російської архітектури епохи романтизму першої половини XIX століття, побудованого для видного військового державного діяча Росії графа М. С. Воронцова, генерал-губернатора Новоросії. В наш час[коли?] зібрання музею становить понад 11 тисяч експонатів. |            |
| Лівадійський палац                                                           | Лівадія, вул. Батурина, 44а       | Колишня літня резиденція останнього російського імператора Миколи II — визначна пам'ятка архітектурного мистецтва, одна з головних визначних пам'яток Ялти. Палац побудований в 1911 році на місці старого, за проектом ялтинського архітектора М. П. Краснова. У Лівадійський палацовий комплекс, крім Великого палацу, входять поштовий корпус, палац міністра двору, палацова церква, флорентійський дворик. Навколо палацу старовинний парк, закладений в 30-і роки XIX століття. |            |
| Масандрівський палац                                                         | Масандра, вул. Набережна, 2       | Палац російського імператора Олександра III, пам'ятка архітектури XIX століття. В 1992 році в палаці відкрилась музейна експозиція, присвячена епосі Олександра ІІІ: тут представлені палацові інтер'єри другої половини XIX століття, предмети побуту і витвори мистецтва. |            |
| Кримський республіканський музей О. С. Пушкіна                               | Гурзуф, вул. Набережна, 3         | Музей російського поета Олександра Сергійовича Пушкіна. Будинок побудований в 1808–1811 роках генерал-губернатором Новоросії, герцогом Арманом Рішельє. Саме в ньому в серпні—вересні 1820 року зупинився О. С. Пушкін під час своєї подорожі по Криму. Працює з 4 червня 1989 року |            |
| Дача Чехова                                                                  | Гурзуф, вул. Чехова, 22           | Музей Антона Павловича Чехова в будівлі його колишньої дачі. У 1987 році, за ініціативи Олега Єфремова, будинок був відновлений, як бачив його купуючи А. П. Чехов. З 1995 року дача відкрита для відвідування, як філія Будинку-музею А. П. Чехова в Ялті. З тих пір щорічно з квітня по листопад тут розміщуються тимчасова чеховська експозиція і змінні художні виставки. |            |
| Галявина казок                                                               | Виноградне, вул. Кірова           | Музей просто неба, заснований в 1960 році Безруковим Павлом Павловичем. Тут знаходиться понад 200 скульптур з дерева, каменю, міді та інших матеріалів. |            |
| Музей виноробства                                                            | Масандра                          | |            |
| Науковий музей Нікітського ботанічного саду                                  | Нікіта, Нікітський ботанічний сад | Музей Саду був створений в 1892 році спочатку як музей наочних посібників при училищі садівництва та виноградарства. У 1927 році його будинок був зруйнований землетрусом. 16 грудня 1972 року до 160-річного ювілею Саду музей знов відкрився в спеціально збудованому для нього приміщенні на території арборетума Саду. |            |
| Музей Амет-Хана Султана                                                      | Алупка, вул. Гавиріних, 15        | Музей двічі Героя Радянського Союзу Амет-Хана Султана. Створений у 1990-му році |            |
| Музейно-виставковий комплекс Міжнародного дитячого центру «Артек»            | Гурзуф, Артек                     | Відкритий у 1973 році |            |
| Музей прикордонників прикордонної застави імені лейтенанта О. С. Терлецького | Форос, прикордонна застава        | Відкритий у 1978 році. |            |